# Ekonomisk brottslighet
Ekonomisk brottslighet eller ekobrott är brott av ekonomisk art som vanligen utförs inom ett företag eller annan näringsverksamhet. Tillgreppsbrott som rån och stöld innefattas som regel inte i termen. Den ekonomiska brottsligheten är ofta transnationell till sin natur, och bedrivs ofta som cyberbrott.

## Ekonomisk brottslighet i världen
Enligt Interpol (2015) innefattas i termen ekonomisk brottslighet betalningsbedrägerier och andra bedrägerier, pengatvätt, förfalskning av sedlar och mynt, och påverkar bankväsendet och länders finanser. Ekonomisk brottslighet är även en underkategori till manschettbrottslighet (eng white-collar crime). 

## Ekonomisk brottslighet i Sverige
De två största ekobrottskategorierna i Sverige är skattebrott och bokföringsbrott, som tillsammans står för närmare 90 procent av alla misstänkta ekobrott. Vid andra slags brott än ekobrott är problemet vanligen att finna gärningsmannen medan frågan om huruvida ett brott begåtts vanligen är klar. Vid ekonomisk brottslighet är frågan om vem som utfört handlingen klar men frågan om handlingen lyckats slinka igenom lagens paragrafer kan ofta vara mera oklar.
Dessa brott upptäcks och anmäls främst av Skatteverket och av konkursförvaltare.
Ekonomisk brottslighet är särskilt vanligt i restaurang-, frisör- och byggbranschen. För att förbättra kontrollmöjligheterna när det gäller svartarbete infördes år 2006 lagen (2006:575) om särskild skattekontroll i vissa branscher, enligt vilken Skatteverket har rätt att kontrollera personalliggare hos restauranger och frisörer.
Från år 2010 krävs certifierade kassaregister hos alla företag som tar emot kontant betalning, enligt lagen 2007:592 om kassaregister m.m.
Typiska ekobrott som riktar sig mot företag eller privatperson är förskingring enligt 10 kap. 1 § brottsbalken och trolöshet mot huvudman enligt 10 kap. 5 § BrB.
Förskingring innebär att gärningspersonen missbrukar en förtroendeställning för egen vinning och därigenom orsakar huvudmannen – exempelvis en arbetsgivare – skada. Vid trolöshet mot huvudman behöver inte gärningspersonen ha någon egen vinning.
Borgenärsbrott som omfattar oredlighet och vårdslöshet mot borgenärer och otillbörligt gynnande av borgenär.
Även subventionsmissbruk det vill säga felaktig användning av EU-medel enligt 9 kap. 3a § BrB och insiderbrott och
otillbörlig marknadspåverkan räknas till ekobrotten enligt lagen om straff för marknadsmissbruk vid handel med finansiella instrument.
Även penninghäleri (»penningtvätt«) enligt 9 kap 6a § BrB och miljöbrott enligt 29 kap 1 § Miljöbalken hör hit.